# 知更鳥的賭注
《知更鳥的賭注》（挪威語：Rødstrupe）是挪威作家尤·奈斯博所著的犯罪小說，是哈利·霍勒系列的第三本小說，於2000年出版。此書被翻譯成英文後，曾入圍英國犯罪作家協會鄧肯·羅利國際匕首獎。

## 故事簡介
从曼谷回国的哈利·霍勒，被要求參與負責到訪美國總統克林顿的安保工作。他在执行任务時擊傷一名接近總統車隊的疑似槍手，並因此晉升督察負責調查一起槍支走私案。
哈利無視上級反对一路追查，发现线索指向一位二战期間參加武裝黨衛隊的挪威士兵。于是他親身走訪相關历史学家和幸存者，卻發現积极爆料的幸存者自二战以來便一直盜用身份冒充他人，現在更是准備在挪威憲法日刺殺王儲。